# Коли (Терамо)
Коли (итал. Colli) је насеље у Италији у округу Терамо, региону Абруцо.
Према процени из 2011. у насељу је живело 60 становника. Насеље се налази на надморској висини од 372 м.